# 博爾頓轉運站
博爾頓轉運站（英語：Bolton Interchange）是英國大曼徹斯特郡博爾頓的鐵路車站與交通轉運站。位於曼徹斯特-普雷斯頓線與里布爾谷線。